# Piet van Kempen

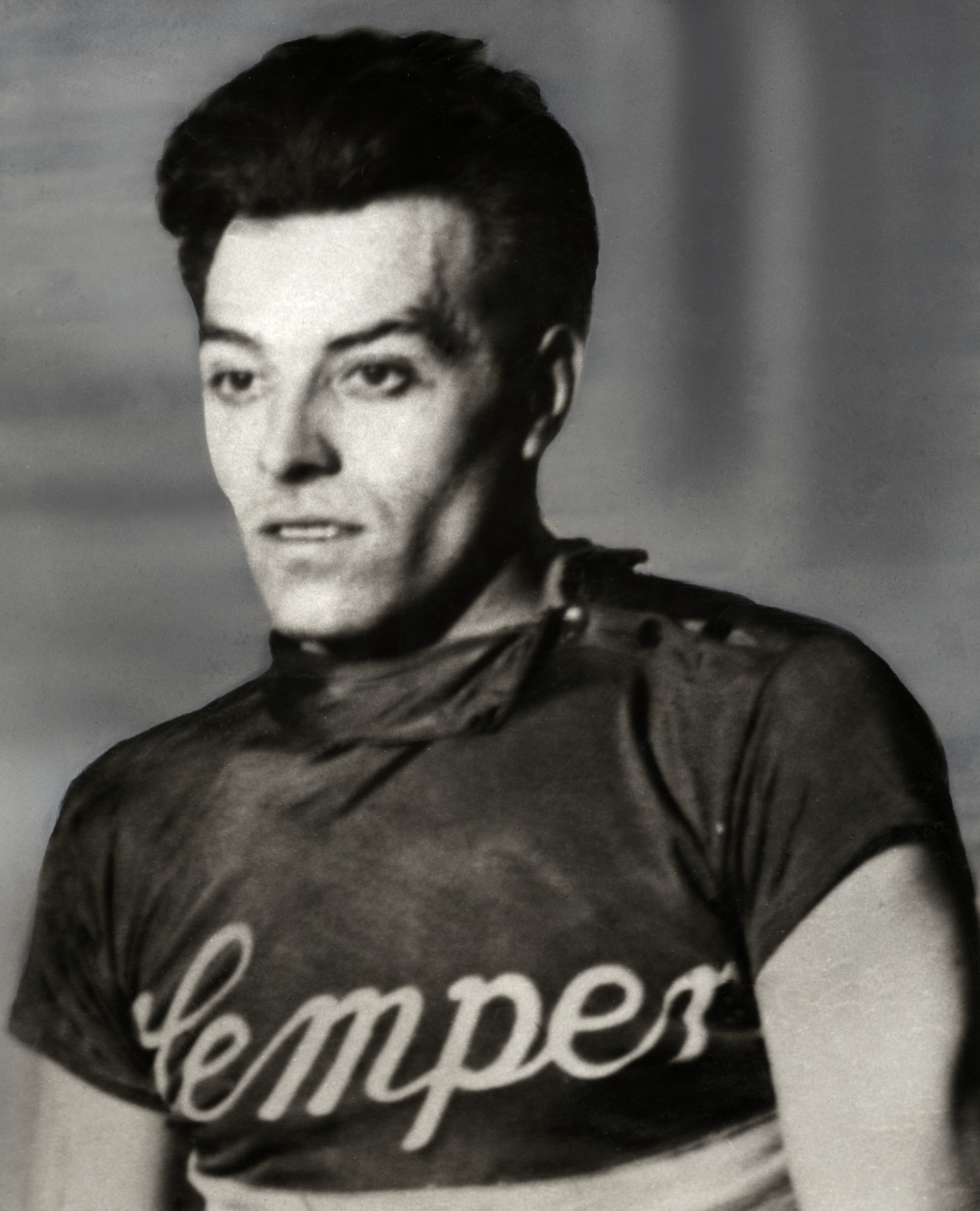
Piet van Kempen 1936

Pieter Dingeman „Piet“ van Kempen (* 12. Dezember 1898 in Ooltgensplaat, heute zu Oostflakkee; † 5. Mai 1985 in Brüssel) war ein niederländischer Bahnradsportler.
Piet van Kempen war über zwei Jahrzehnte einer der erfolgreichsten Bahnradsportler der Niederlande. Vor dem Ersten Weltkrieg nahm er an der Elfsteden Rijwieltocht teil, einem 200 Kilometer langen volksfestartigen Jedermann-Rennen entlang der elf Städte von Frieslande (vergleichbar mit der „Elfstedentocht“ für Eisschnelllauf). 1916 wurde er Niederländischer Meister der Amateure im Sprint. 1919 wurde er Profi und fuhr von nun an hauptsächlich Sechstagerennen. Dennoch war er auch als Sprinter weiter erfolgreich. 1925 gewann er den Großen Preis von Deutschland.

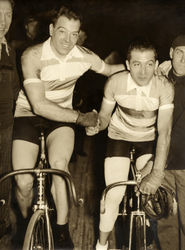
Van Kempen (l.) mit Paul Broccardo beim Sechstagerennen 1936 in Brüssel

Zwischen 1920 und 1939 startete van Kempen bei 108 Sechstagerennen und gewann davon 32, darunter neun in Nordamerika und zwei in Berlin. Vierzehnmal wurde er Zweiter. Er hatte keinen Standardpartner und erreichte seine Erfolge mit verschiedenen Partnern wie Jan Pijnenburg, Paul Buschenhagen, Oscar Egg, Marcel Buysse, Reggie McNamara und anderen. Seine Spitznamen in den Hallen waren „De Vliegende Hollander“ oder „Zwarte Piet“ (niederländische Bezeichnung für die „böse Begleitung“ des Nikolaus). Er gilt als erster „Sechstage-Boss“, der den Verlauf der Rennen bestimmte und auch den größten Teil der Gage für sich einstrich. Beim 20. Berliner Sechstagerennen 1928 wurde der „Zwarte Piet“ gemeinsam mit acht anderen Rennfahrern sowie seinem Manager Cor Blekemolen vom Sportlichen Leiter Walter Rütt ausgeschlossen, weil er diese zur Schiebung des Rennens zu seinen Gunsten angestiftet und bestochen hatte. Außerdem wurde ihm für ein Jahr die Rennlizenz für Deutschland entzogen.
Sechsmal bis 1928 fuhr van Kempen Rennen in New York; es geht das Gerücht, dass er wegen seines dominierenden Auftretens mit dem Veranstalter John Chapman aneinandergeriet und deshalb danach dort nicht mehr startete. Bis er 1938 vom Kanadier William Peden „entthront“ wurde, war er der Sechstagefahrer mit den meisten Siegen.
In den 1950er Jahren versuchte Piet van Kempen erfolglos ein Comeback.
Piet van Kempen lebte zeit seines Lebens hauptsächlich in Brüssel und Umgebung. Er betrieb nach seiner Radsport-Karriere seit ca. 1940 ein Hotel-Restaurant nahe dem Brüsseler Bahnhof. Im Juni 1941 wurde er zu einer Gefängnisstrafe verurteilt, weil er Quartierscheine der deutschen Besatzungsarmee gefälscht hatte. Nach dem Krieg wurde er sehr wohlhabend, besaß Rennpferde und zwei Ferraris. Nach dem Tod seiner Frau im Jahr 1968 verspielte er jedoch sein ganzes Vermögen und verschuldete sich.